# Mari Saat

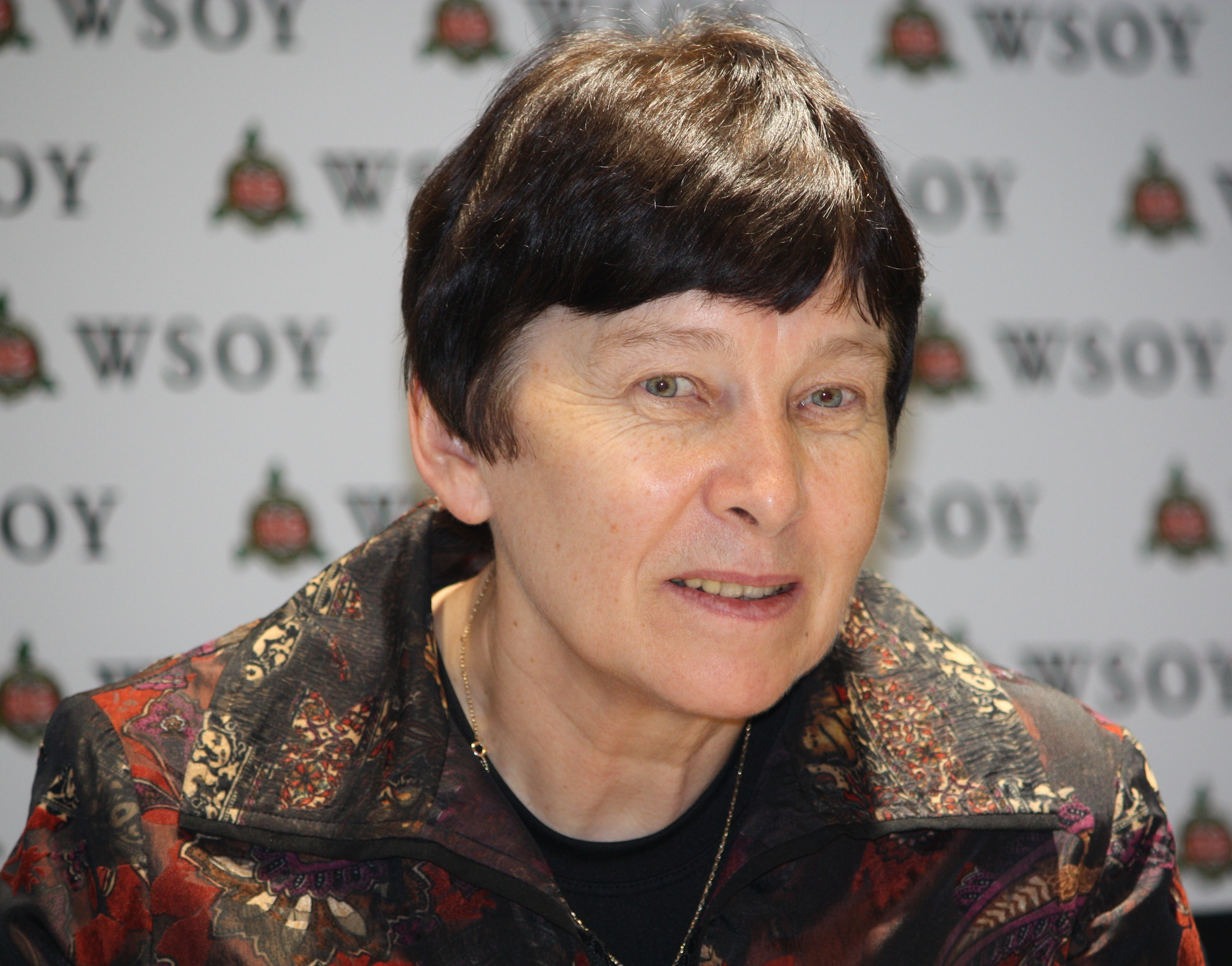
Mari Saat

Mari Saat (desde 1975 Mari Meel; nascida a 27 de setembro de 1947, em Tallinn) é uma escritora estoniana.
Em 1970,Saat formou-se na faculdade de economia do Instituto Politécnico de Tallinn.
Entre 1983 e 1993 foi uma escritora profissional.
Desde 1976 é membro do Sindicato dos Escritores da Estónia.
É casada com o artista plástico Raul Meel.
Prémios:
- 1974 e 1985: Prémio de contos Friedebert Tuglas